# Esgrima nos Jogos Olímpicos de Verão de 2000 - Espada individual feminino
A competição de espada individual feminino nos Jogos Olímpicos de Verão de 2000 foi disputada no dia 17 de setembro no Sydney Convention and Exhibition Centre. No total, 39 mulheres competiram nesse evento.

## Medalhistas
Após derrotar a francesa Laura Flessel-Colovic, na época atual campeã mundial, Tímea Nagy entrou na competição considerada a terceira força da Hungria e conquistou o ouro ao derrotar suíça Gianna Hablützel-Bürki. Por sua vez, Laura Flessel derrotou a russa Tatyana Logunova para conquistar a medalha de bronze.
|  | HUN Hungria |  | SUI Suíça              |  | FRA França            |
|  | Tímea Nagy  |  | Gianna Hablützel-Bürki |  | Laura Flessel-Colovic |

## Resultados
No total, 39 esgrimistas de 22 nações competiram num torneio eliminatório para determinar os detentores da medalha. As esgrimistas derrotadas nas semifinais disputaram a medalha de bronze, enquanto as vencedoras fizeram o duelo pelo ouro.

### Primeira fase
| ALG Zahra Gamir        | 2—5   | USA Arlene Stevens        |
| SUI Sophie Lamon       | 15—9  | COL Ángela María Espinosa |
| GER Katja Nass         | 15—8  | UZB Anisa Petrova         |
| LVA Jūlija Vansoviča   | 15—5  | CHI Cáterin Bravo         |
| CHN Li Na              | 15—5  | EGY May Moustafa          |
| RUS Karina Aznavuryan  | 15—13 | KAZ Nataliya Goncharova   |
| YUG Tamara Savić-Šotra | 15—8  | NOR Silvia Lesoil         |

### Segunda fase
| HUN Ildikó Nébaldné Mincza       | 11—8  | USA Arlene Stevens         |
| CUB Mirayda García               | 14—15 | SUI Gianna Hablützel-Bürki |
| CUB Zuleydis Ortíz               | 15—7  | CUB Tamara Esteri          |
| SUI Diana Romagnoli              | 15—13 | NOR Margrete Mørch         |
| ITA Cristiana Cascioli           | 12—15 | SUI Sophie Lamon           |
| RUS Tatyana Logunova             | 15—9  | KOR Go Jeong-Jeon          |
| FRA Valérie Barlois-Mevel-Leroux | 15—12 | GER Katja Nass             |
| CAN Sherraine Schalm-MacKay      | 13—15 | FRA Sangita Tripathi       |
| HUN Gyöngyi Szalay-Horváth       | 13—15 | LAT Jūlija Vansoviča       |
| CHN Yang Shaoqi                  | 8—11  | HUN Tímea Nagy             |
| CHN Li Na                        | 12—15 | GER Imke Duplitzer         |
| NOR Ragnhild Andenæs             | 10—15 | GER Claudia Bokel          |
| RUS Mariya Mazina                | 15—11 | RUS Karina Aznavuryan      |
| CHN Liang Qin                    | 11—15 | ITA Margherita Zalaffi     |
| AUS Evelyn Halls                 | 14—15 | AUT Andrea Rentmeister     |
| YUG Tamara Savić-Šotra           | 9—15  | FRA Laura Flessel-Colovic  |

### Fase final
|  | Oitavas de final                 | Oitavas de final                 |                            |    | Quartas de final          | Quartas de final |  |  | Semifinais | Semifinais |  |  | Final | Final |
|  |                                  |                                  |                            |    |                           |                  |  |  |            |            |  |  |       |       |
|  |                                  |                                  |                            |    |                           |                  |  |  |            |            |  |  |       |       |
|  |                                  |                                  |                            |    |                           |                  |  |  |            |            |  |  |       |       |
|  | HUN Ildikó Nébaldné Mincza       | 9                                |                            |    |                           |                  |  |  |            |            |  |  |       |       |
|  | HUN Ildikó Nébaldné Mincza       | 9                                |                            |    |                           |                  |  |  |            |            |  |  |       |       |
|  | SUI Gianna Hablützel-Bürki       | 15                               |                            |    |                           |                  |  |  |            |            |  |  |       |       |
|  | SUI Gianna Hablützel-Bürki       | 15                               | SUI Gianna Hablützel-Bürki | 15 |                           |                  |  |  |            |            |  |  |       |       |
|  |                                  |                                  | SUI Gianna Hablützel-Bürki | 15 |                           |                  |  |  |            |            |  |  |       |       |
|  |                                  | CUB Zuleydis Ortíz               | 14                         |    |                           |                  |  |  |            |            |  |  |       |       |
|  | CUB Zuleydis Ortíz               | CUB Zuleydis Ortíz               | 14                         | 15 |                           |                  |  |  |            |            |  |  |       |       |
|  | CUB Zuleydis Ortíz               |                                  |                            | 15 |                           |                  |  |  |            |            |  |  |       |       |
|  | SUI Diana Romagnoli              | 11                               |                            |    |                           |                  |  |  |            |            |  |  |       |       |
|  | SUI Diana Romagnoli              | 11                               | SUI Gianna Hablützel-Bürki | 13 |                           |                  |  |  |            |            |  |  |       |       |
|  |                                  |                                  | SUI Gianna Hablützel-Bürki | 13 |                           |                  |  |  |            |            |  |  |       |       |
|  |                                  | RUS Tatyana Logunova             | 12                         |    |                           |                  |  |  |            |            |  |  |       |       |
|  | SUI Sophie Lamon                 | RUS Tatyana Logunova             | 12                         | 8  |                           |                  |  |  |            |            |  |  |       |       |
|  | SUI Sophie Lamon                 |                                  |                            | 8  |                           |                  |  |  |            |            |  |  |       |       |
|  | RUS Tatyana Logunova             | 15                               |                            |    |                           |                  |  |  |            |            |  |  |       |       |
|  | RUS Tatyana Logunova             | 15                               | RUS Tatyana Logunova       | 15 |                           |                  |  |  |            |            |  |  |       |       |
|  |                                  |                                  | RUS Tatyana Logunova       | 15 |                           |                  |  |  |            |            |  |  |       |       |
|  |                                  | FRA Valérie Barlois-Mevel-Leroux | 10                         |    |                           |                  |  |  |            |            |  |  |       |       |
|  | FRA Valérie Barlois-Mevel-Leroux | FRA Valérie Barlois-Mevel-Leroux | 10                         | 15 |                           |                  |  |  |            |            |  |  |       |       |
|  | FRA Valérie Barlois-Mevel-Leroux |                                  |                            | 15 |                           |                  |  |  |            |            |  |  |       |       |
|  | FRA Sangita Tripathi             | 8                                |                            |    |                           |                  |  |  |            |            |  |  |       |       |
|  | FRA Sangita Tripathi             | 8                                | SUI Gianna Hablützel-Bürki | 11 |                           |                  |  |  |            |            |  |  |       |       |
|  |                                  |                                  | SUI Gianna Hablützel-Bürki | 11 |                           |                  |  |  |            |            |  |  |       |       |
|  |                                  | HUN Tímea Nagy                   | 15                         |    |                           |                  |  |  |            |            |  |  |       |       |
|  | LAT Jūlija Vansoviča             | HUN Tímea Nagy                   | 15                         | 10 |                           |                  |  |  |            |            |  |  |       |       |
|  | LAT Jūlija Vansoviča             |                                  |                            | 10 |                           |                  |  |  |            |            |  |  |       |       |
|  | HUN Tímea Nagy                   | 15                               |                            |    |                           |                  |  |  |            |            |  |  |       |       |
|  | HUN Tímea Nagy                   | 15                               | HUN Tímea Nagy             | 15 |                           |                  |  |  |            |            |  |  |       |       |
|  |                                  |                                  | HUN Tímea Nagy             | 15 |                           |                  |  |  |            |            |  |  |       |       |
|  |                                  | GER Claudia Bokel                | 8                          |    |                           |                  |  |  |            |            |  |  |       |       |
|  | GER Imke Duplitzer               | GER Claudia Bokel                | 8                          | 14 |                           |                  |  |  |            |            |  |  |       |       |
|  | GER Imke Duplitzer               |                                  |                            | 14 |                           |                  |  |  |            |            |  |  |       |       |
|  | GER Claudia Bokel                | 15                               |                            |    |                           |                  |  |  |            |            |  |  |       |       |
|  | GER Claudia Bokel                | 15                               | HUN Tímea Nagy             | 15 |                           |                  |  |  |            |            |  |  |       |       |
|  |                                  |                                  | HUN Tímea Nagy             | 15 |                           |                  |  |  |            |            |  |  |       |       |
|  |                                  | FRA Laura Flessel-Colovic        | 14                         |    | Terceiro lugar            | Terceiro lugar   |  |  |            |            |  |  |       |       |
|  | RUS Mariya Mazina                | FRA Laura Flessel-Colovic        | 14                         | 13 | Terceiro lugar            | Terceiro lugar   |  |  |            |            |  |  |       |       |
|  | RUS Mariya Mazina                |                                  |                            | 13 |                           |                  |  |  |            |            |  |  |       |       |
|  | ITA Margherita Zalaffi           | 15                               |                            |    |                           |                  |  |  |            |            |  |  |       |       |
|  | ITA Margherita Zalaffi           | 15                               | ITA Margherita Zalaffi     | 11 | RUS Tatyana Logunova      | 6                |  |  |            |            |  |  |       |       |
|  |                                  |                                  | ITA Margherita Zalaffi     | 11 | RUS Tatyana Logunova      | 6                |  |  |            |            |  |  |       |       |
|  |                                  | FRA Laura Flessel-Colovic        | 15                         |    | FRA Laura Flessel-Colovic | 15               |  |  |            |            |  |  |       |       |
|  | AUT Andrea Rentmeister           | FRA Laura Flessel-Colovic        | 15                         | 12 | FRA Laura Flessel-Colovic | 15               |  |  |            |            |  |  |       |       |
|  | AUT Andrea Rentmeister           |                                  |                            | 12 |                           |                  |  |  |            |            |  |  |       |       |
|  | FRA Laura Flessel-Colovic        | 15                               |                            |    |                           |                  |  |  |            |            |  |  |       |       |
|  | FRA Laura Flessel-Colovic        | 15                               |                            |    |                           |                  |  |  |            |            |  |  |       |       |